# Amon Lhaw
Amon Lhaw (en Sindarin « Colline de l'oreille ») est une des deux tours de guet des marches du Gondor (l'autre étant Amon Hen) et un des trois sommets situés à l'extrémité du lac Nen Hithoel. Amon Lhaw était situé sur la rive est de l'Anduin. Au sommet de ce pic se trouve le « siège de l'ouïe », siège permettant fort probablement d'entendre des sons à des kilomètres de distance car il est dit que quiconque « s'asseyait sur le trône pouvait entendre tous les ennemis du Gondor conspirer contre lui».
Lors de la guerre de l'Anneau, Amon Lhaw et toute la rive est de l'Anduin était depuis longtemps tombée sous l'influence du Mordor et les orques patrouillaient partout de ce côté du lac.